# Onthophagus pullus
Onthophagus pullus là một loài bọ cánh cứng trong họ Bọ hung (Scarabaeidae).